# Il muro del suono
Il muro del suono è un singolo di Luciano Ligabue, pubblicato il 9 maggio 2014 come quarto estratto dal suo album di inediti Mondovisione.

## Il brano
Questo brano, la prima traccia del disco da cui è estratto, è una classica ballata rock che parla di come nel mondo alcune cose vanno male a causa del menefreghismo di chi ci vive e lo gestisce, chiedendo retoricamente a tutti di essere in grado di rompere il muro del suono, dare una scossa per capovolgere la situazione.
Il muro del suono ha creato polemica da parte dell'Unione Giovani Avvocati Italiani: in un comunicato ufficiale pubblicato il 3 luglio 2014 viene dichiarato quanto si sentano "amareggiati per la negativa rappresentazione degli avvocati" con l'aggravante di essere un brano trasmesso molto frequentemente dai media nazionali e spesso suonato ai concerti di Ligabue. Questo il verso in questione:
In una nota ufficiale Ligabue replica che "il diritto di critica è un bene primario, gli artisti dovrebbero esercitarlo molto di più e con la massima libertà".
A fine luglio 2014, Il muro del suono è stato il brano più trasmesso dalle radio italiane.

## Video musicale
Il videoclip che accompagna il singolo è girato a Reggio Emilia nell'ex polo industriale delle Officine Meccaniche Reggiane, per la regia di Riccardo Guarneri e la produzione di Gian Battista Tondo; nel video, in bianco e nero, viene inquadrato Ligabue interpretare il brano insieme alla band.

## Tracce
Testi e musiche di Luciano Ligabue.
1. Il muro del suono – 4:29

## Classifiche
| Classifica (2014) | Posizione massima |
| ----------------- | ----------------- |
| Italia            | 48                |